# Henri de Kerchove
Henri Marie Colette de Kerchove (Gent, 9 maart 1810 - 29 november 1885) was een Belgisch volksvertegenwoordiger.

## Levensloop
Henri de Kerchove was een zoon van Charles de Kerchove (1766-1849) en van Jeanne de Kerchove d'Ousselghem (1777-1848). Hij trouwde met Pauline de Lemède de Waret. Ze kregen een dochter en drie zoons, die voor een talrijk nageslacht zorgden. 
Zijn vader behoorde tot de leden van de familie die onder het Verenigd Koninkrijk der Nederlanden en onder het Koninkrijk België geen erkenning van hun adellijke status aanvroegen. Henri deed dit wél en kreeg in 1884 adelserkenning. Zijn drie zoons kregen bij koninklijk besluit van 23 april 1886 vergunning om d'Exaerde aan hun naam toe te voegen.
Henri promoveerde tot doctor in de rechten en tot doctor in de wetenschappen aan de Rijksuniversiteit Gent (1831). Hij werd arrondissementscommissaris, achtereenvolgens in Neufchâteau (1836-1839), Brussel (1839-1840), Bergen (1840), Leuven (1842-1847). Hij werd verkozen tot provincieraadslid in Brabant (1840-1848). Daarna werd hij afdelingshoofd en secretaris-generaal van het provinciebestuur in Oost-Vlaanderen.
In 1856 werd hij verkozen tot katholiek volksvertegenwoordiger voor het arrondissement Gent, in opvolging van de liberaal Ferdinand Manilius. Hij vervulde dit mandaat slechts gedurende een jaar en werd in december 1857 al opgevolgd door de liberaal Ernest Vandenpeereboom.
Hij was lid van de Academie voor Archeologie in België.